# فيتزهاغ دودسون
فيتزهاغ دودسون (بالإنجليزية: Fitzhugh Dodson)‏ هو كاتب وعالم نفس أمريكي، ولد في 1923 في بالتيمور في الولايات المتحدة، وتوفي في 2 مايو 1993 في لونغ بيتش في الولايات المتحدة.